# بيدرو الرابع ملك أراغون
بيدرو الرابع (5 سبتمبر 1319 – 6 يناير 1387) هو ملك أراغون وملك سردينيا وكورسيكا باسم (بيدرو الأول) وملك فالنسيا باسم (بيدرو الثاني) وكونت برشلونة (تبعاتها من إمارة كتالونيا) باسم (بيدرو الثالث) هو من أواخر حكام أسرة برشلونة العريقة، إذ هو ابن ألفونسو الرابع ملك أراغون وزوجته الأولى تيريزا دي إنتينزا، وأيضا أصبح ملك مايوركا بحيث أدى ذلك إلى تعريز هذه الممالك في اتحاد عرف تاريخياً بـ تاج أراغون.

## الزواج والذرية
تزوج أربعة مرات في حياته:-
- تزوج لأول مرة في 23 يوليو 1328 من ماريا من نافارا هي ابنة خوانا الثانية ملكة نافارا وفيليب الثالث ملك نافارا، ولديهم أربعة أبناء:-

1. كونستانس (1343 - يوليو 1363) تزوجت من فريدريكو الثالث ملك صقلية لديهم ابنة واحدة.
2. خوانا (7 نوفمبر 1344-1385)، تزوجت من خوان، كونت أمبرياس.
3. ماريا (1345/6 - 3 يونيو 1348).
4. بيدرو (ولد وتوفي في 28 أبريل 1347).

- تزوج لمرة الثانية في برشلونة 15 نوفمبر 1347 من ليونور من البرتغال هي ابنة أفونسو الرابع ملك البرتغال، إلا أنه توفيت بعد عام من ذلك بـ الموت الأسود.
- تزوج لمرة الثالثة في بلنسية 27 أغسطس 1349 من ليونور من صقلية هي ابنة بيترو الثاني ملك صقلية، لديهم أربعة أبناء:-

1. خوان الأول (27 ديسمبر 1350 - 19 مايو 1396). «خلف أباه»
2. مارتن الأول (1356 - 31 مايو 1410).
3. ليونور من أراغون (20 فبراير 1358 - 13 سبتمبر 1382)، تزوجت من خوان الأول ملك قشتالة، وكانت والدة فرناندو الأول ملك أراغون «الذي خلف خاله».
4. ألفونسو (مايو أو يونيو 1362-1364).

- تزوج لمرة الرابعة وهي الأخيرة في برشلونة 11 أكتوبر 1377 من سيبيلا من فورتيا كانت في السابق «عشيقته»، وكان لديهم ثلاثة أبناء:-

1. ألفونسو (1376 - 1377)، ضفت الشرعية عليه في 1377، هو كونت موريلا .
2. بيتر (ولد وتوفي أبريل 1379).
3. إيزابيلا (1380 - 1424)، تزوجت من خايمي الثاني كونت أورغل، وكانت أم إيزابيلا، كونتيسة أورغل ودوقة كويمبرا بزواجها بيدرو من البرتغال، دوق كويمبرا ووالدة بيدرو الخامس ملك أراغون كان (مطالب العرش) بين عامي (1466-1463)، كما هي جدة جوانا، أميرة البرتغال وجواو الثاني ملك البرتغال من خلال ابنته.[1]